# Calciatori della nazionale boliviana
In questa lista sono raccolti i calciatori che hanno rappresentato in almeno una partita la Nazionale di calcio della Bolivia. In grassetto sono indicati i calciatori ancora in attività.
Statistiche aggiornate a agosto 2012.
| Nome                       | Presenze | Reti | Esordio | Ultima partita |
| -------------------------- | -------- | ---- | ------- | -------------- |
| Víctor Ábrego              | 15       | 2    | 2020    |                |
| Alberto Achá               | 24       | 0    | 1945    | 1950           |
| Mario Alborta              | 14       | 2    | 1926    | 1938           |
| Carmelo Algarañaz          | 31       | 4    | 2016    |                |
| José Luis Algarañaz        | 2        | 0    | 2002    | 2002           |
| Víctor Algarañaz           | ?        | ?    | ?       | ?              |
| Luis Alí                   | 5        | 0    | 2017    |                |
| Gilbert Álvarez            | 2        | 0    | 2009    | 2010           |
| Lorgio Álvarez             | 40       | 1    | 1999    | 2011           |
| Santos Amador              | 5        | 0    | 2007    | 2011           |
| Augusto Andaveris          | 22       | 1    | 2001    | 2014           |
| Carlos Añez                | 6        | 0    | 2018    |                |
| Óscar Añez                 | 1        | 0    | 2012    |                |
| Demetrio Angola            | 12       | 2    | 1995    | 1997           |
| Carmelo Angulo             | 7        | 0    | 2004    | 2006           |
| Víctor Antelo              | 11       | 2    | 1985    | 1999           |
| Cristhian Árabe            | 3        | 0    | 2019    |                |
| Víctor Aragón              | 2        | -3   | 1991    | 1991           |
| Carlos Aragonés            | 31       | 15   | 1977    | 1981           |
| Ronald Arana               | 13       | 0    | 2001    | 2007           |
| Cristián Arano             | 10       | 0    | 2019    |                |
| Duberto Aráoz              | 8        | ?    | 1947    | 1950           |
| Juan Carlos Arce           | 32       | 5    | 2004    |                |
| Wilder Arévalo             | ?        | ?    | ?       | ?              |
| Juan Argote                | 1        | 0    | 1930    | 1930           |
| Carlos Arias               | 39       | 0    | 2001    |                |
| Carlos Arias Torrico       | 18       | 0    | 1983    | 1989           |
| Jaime Arrascaita           | 17       | 1    | 2013    |                |
| Vicente Arraya             | 26       | -?   | 1938    | 1950           |
| Vicente Arze               | 3        | 0    | 2013    | 2014           |
| Wilson Ávila               | 7        | 0    | 1985    | 1987           |
| Pedro Azogue               | 17       | 0    | 2012    |                |
| Julio César Baldivieso     | 15       | 6    | 1991    | 2005           |
| Óscar Baldomar             | 1        | 0    | 2018    |                |
| Ramiro Ballivián           | 3        | 0    | 2014    |                |
| José Carlos Barba          | 3        | 0    | 2012    |                |
| Marco Antonio Barrero      | 32       | -34  | 1987    | 1999           |
| Danny Bejarano             | 32       | 0    | 2013    |                |
| Diego Bejarano             | 50       | 3    | 2012    |                |
| Marvin Bejarano            | 40       | 0    | 2009    |                |
| Diego Bengolea             | ?        | ?    | ?       | ?              |
| Jamir Berdecio             | 1        | 0    | 2024    |                |
| Jesús Bermúdez             | 8        | -45  | 1926    | 1930           |
| Ramiro Blacut              | 23       | 3    | 1963    | 1972           |
| Mauro Blanco               | 7        | 2    | 1997    | 1997           |
| Carlos Fernando Borja      | 88       | 1    | 1979    | 1995           |
| Joaquín Botero             | 48       | 20   | 1999    | 2009           |
| Víctor Brown               | 16       | ?    | 1950    | 1957           |
| Antonio Bustamante         | 2        | 0    | 2020    |                |
| José Bustamante            | 9        | 2    | 1926    | 1930           |
| José Bustamante            | 29       | 0    | 1946    | 1953           |
| Abraham Cabrera            | 3        | 0    | 2013    |                |
| Diego Cabrera              | 22       | 1    | 2002    | 2013           |
| René Cabrera               | 13       | ?    | 1949    | 1953           |
| Álvaro Calustro            | 10       | 0    | 1999    | 2002           |
| Luis Camacho               | ?        | ?    | ?       | ?              |
| Jhasmani Campos            | 22       | 1    | 2007    |                |
| Roberto Capparelli         | 1        | 0    | 1950    | 1950           |
| Marcelo Carballo           | 5        | 0    | 2000    | 2004           |
| Carlos Cárdenas            | ?        | ?    | ?       | ?              |
| Jaime Cardozo              | ?        | ?    | ?       | ?              |
| Rudy Cardozo               | 11       | 2    | 2011    |                |
| Iván Castillo              | 1993     | 2000 | 36      | 0              |
| José Alfredo Castillo      | 24       | 6    | 2011    |                |
| Ramiro Castillo            | 52       | 5    | 1989    | 1997           |
| Sergio Rogelio Castillo    | 34       | 0    | 1996    | 2001           |
| José Alfredo Castillo      | 24       | 6    | 2011    |                |
| Raúl Castro Peñaloza       | 24       | 0    | 2014    |                |
| Boris Céspedes             | 19       | 1    | 2020    |                |
| Harry Céspedes             | 1        | 0    | 2018    |                |
| Casiano Chavarría          | 8        | 0    | 1926    | 1930           |
| Lucas Chávez               | 9        | 0    | 2023    |                |
| José Luis Chávez           | 25       | 1    | 2009    |                |
| Juan Carlos Chávez Pérez   | 3        | 0    | 1991    | 1995           |
| Alejandro Chumacero        | 49       | 2    | 2011    |                |
| Milton Coimbra             | ?        | ?    | ?       | ?              |
| Percy Colque               | ?        | ?    | ?       | ?              |
| Luis Cristaldo             | ?        | ?    | ?       | ?              |
| Darwin Cuéllar             | ?        | ?    | ?       | ?              |
| Adrián Cuéllar             | ?        | ?    | ?       | ?              |
| Álex da Rosa               | ?        | ?    | ?       | ?              |
| Windsor Del Llano          | ?        | ?    | ?       | ?              |
| Ronald Eguino              | ?        | ?    | ?       | ?              |
| Wilson Escalante           | ?        | ?    | ?       | ?              |
| Pablo Escobar              | ?        | ?    | ?       | ?              |
| Marco Etcheverry           | ?        | ?    | ?       | ?              |
| Juan Carlos Farah          | ?        | ?    | ?       | ?              |
| José Carlos Fernández      | ?        | ?    | ?       | ?              |
| Leonardo Alberto Fernández | 17       | -22  | 2003    | 2005           |
| Wálter Flores              | ?        | ?    | ?       | ?              |
| Marcos Francisquine        | ?        | ?    | ?       | ?              |
| Sergio Galarza             | ?        | ?    | ?       | ?              |
| Gonzalo Galindo            | ?        | ?    | ?       | ?              |
| Roberto Galindo            | ?        | ?    | ?       | ?              |
| Samuel Galindo             | ?        | ?    | ?       | ?              |
| Ignacio García             | ?        | ?    | ?       | ?              |
| Ronald García              | ?        | ?    | ?       | ?              |
| Percy Gil                  | ?        | ?    | ?       | ?              |
| Jesús Gómez                | ?        | ?    | ?       | ?              |
| Jefferson Gottardi         | ?        | ?    | ?       | ?              |
| Helmut Gutiérrez           | ?        | ?    | ?       | ?              |
| Limberg Gutiérrez          | ?        | ?    | ?       | ?              |
| Luis Gutiérrez             | ?        | ?    | ?       | ?              |
| Raúl Gutiérrez             | ?        | ?    | ?       | ?              |
| Ronald Gutiérrez           | ?        | ?    | ?       | ?              |
| Javier Alejandro Guzmán    | ?        | ?    | ?       | ?              |
| Edivaldo Hermoza           | ?        | ?    | ?       | ?              |
| Miguel Hoyos               | ?        | ?    | ?       | ?              |
| Julio César Hurtado        | ?        | ?    | ?       | ?              |
| Armando Ibanez             | ?        | ?    | ?       | ?              |
| Sergio Jáuregui            | ?        | ?    | ?       | ?              |
| Eduardo Jiguchi            | ?        | ?    | ?       | ?              |
| Ronny Jiménez              | ?        | ?    | ?       | ?              |
| Raúl Justiniano            | ?        | ?    | ?       | ?              |
| Carlos Lampe               | ?        | ?    | ?       | ?              |
| Luis Liendo                | ?        | ?    | ?       | ?              |
| Sacha Lima                 | ?        | ?    | ?       | ?              |
| José Loayza                | ?        | ?    | ?       | ?              |
| Miguel Loayza              | ?        | ?    | ?       | ?              |
| Juan Carlos Melgar         | ?        | ?    | ?       | ?              |
| Milton Melgar              | ?        | ?    | ?       | ?              |
| Martin Menacho             | ?        | ?    | ?       | ?              |
| Limberg Méndez             | ?        | ?    | ?       | ?              |
| Limbert Méndez             | ?        | ?    | ?       | ?              |
| Luis Méndez                | ?        | ?    | ?       | ?              |
| Miguel Mercado             | ?        | ?    | ?       | ?              |
| Gualberto Mojica           | ?        | ?    | ?       | ?              |
| Limberg Morejón            | ?        | ?    | ?       | ?              |
| Jaime Moreno               | ?        | ?    | ?       | ?              |
| Marcelo Moreno Martins     | ?        | ?    | ?       | ?              |
| Johnny Nay                 | ?        | ?    | ?       | ?              |
| Edgar Olivares             | ?        | ?    | ?       | ?              |
| Jorge Orozco               | 1        | 0    | 2020    |                |
| Jorge Ortíz                | ?        | ?    | ?       | ?              |
| Daner Pachi                | ?        | ?    | ?       | ?              |
| Luis Palacios              | ?        | ?    | ?       | ?              |
| Enrique Parada             | ?        | ?    | ?       | ?              |
| Lider Paz                  | ?        | ?    | ?       | ?              |
| Juan Carlos Paz García     | ?        | ?    | ?       | ?              |
| Ricardo Pedriel            | ?        | ?    | ?       | ?              |
| Alcides Peña               | ?        | ?    | ?       | ?              |
| Álvaro Peña                | 43       | 4    | 1987    | 1996           |
| Darwin Peña                | ?        | ?    | ?       | ?              |
| Juan Manuel Peña           | ?        | ?    | ?       | ?              |
| Gustavo Pinedo             | ?        | ?    | ?       | ?              |
| Limberg Pizarro            | ?        | ?    | ?       | ?              |
| Gustavo Quinteros          | ?        | ?    | ?       | ?              |
| Ronald Raldes              | ?        | ?    | ?       | ?              |
| Juan Ramos                 | ?        | ?    | ?       | ?              |
| Mauricio Ramos             | ?        | ?    | ?       | ?              |
| Abdón Reyes                | ?        | ?    | ?       | ?              |
| Leonel Reyes               | ?        | ?    | ?       | ?              |
| Luis Alberto Reyes         | ?        | ?    | ?       | ?              |
| Luis Gatty Ribeiro         | ?        | ?    | ?       | ?              |
| Renny Ribera               | ?        | ?    | ?       | ?              |
| Rolando Ribera             | ?        | ?    | ?       | ?              |
| Alvaro Ricaldi             | ?        | ?    | ?       | ?              |
| Miguel Rimba               | ?        | ?    | ?       | ?              |
| Darwin Ríos                | ?        | ?    | ?       | ?              |
| Neil Rivero                | ?        | ?    | ?       | ?              |
| Ronald Rivero              | ?        | ?    | ?       | ?              |
| Rosauro Rivero             | ?        | ?    | ?       | ?              |
| Jaime Robles               | ?        | ?    | ?       | ?              |
| Edemir Rodríguez           | ?        | ?    | ?       | ?              |
| Richard Rojas              | ?        | ?    | ?       | ?              |
| Pablo Salinas              | ?        | ?    | ?       | ?              |
| Amílcar Sánchez            | ?        | ?    | ?       | ?              |
| Erwin Sánchez              | ?        | ?    | ?       | ?              |
| Oscar Sánchez              | ?        | ?    | ?       | ?              |
| Marco Sandy                | ?        | ?    | ?       | ?              |
| Carlos Saucedo             | ?        | ?    | ?       | ?              |
| Mauricio Saucedo           | ?        | ?    | ?       | ?              |
| Ronald Segovia             | ?        | ?    | ?       | ?              |
| Hérman Soliz               | ?        | ?    | ?       | ?              |
| Mauricio Soria             | ?        | ?    | ?       | ?              |
| Vladimir Soria             | ?        | ?    | ?       | ?              |
| Nelson Sossa               | ?        | ?    | ?       | ?              |
| Berthy Suarez              | ?        | ?    | ?       | ?              |
| Carlos Suárez              | ?        | ?    | ?       | ?              |
| Hugo Suárez                | ?        | ?    | ?       | ?              |
| Lorgio Suárez              | ?        | ?    | ?       | ?              |
| Nicolás Suárez             | ?        | ?    | ?       | ?              |
| Róger Suárez               | ?        | ?    | ?       | ?              |
| Roberto Tórrez             | ?        | ?    | ?       | ?              |
| Didí Torrico               | ?        | ?    | ?       | ?              |
| Jair Torrico               | ?        | ?    | ?       | ?              |
| Carlos Trucco              | ?        | ?    | ?       | ?              |
| Rubén Tufiño               | ?        | ?    | ?       | ?              |
| Richard Uriona             | ?        | ?    | ?       | ?              |
| Daniel Vaca                | ?        | ?    | ?       | ?              |
| Doyle Vaca                 | ?        | ?    | ?       | ?              |
| Joselito Vaca              | ?        | ?    | ?       | ?              |
| Getulio Vaca Diez          | 2        | 0    | 2004    | 2004           |
| Juan Gabriel Valverde      | ?        | ?    | ?       | ?              |
| Christian Vargas           | ?        | ?    | ?       | ?              |
| Walter Veizaga             | ?        | ?    | ?       | ?              |
| Ricardo Verduguez          | ?        | ?    | ?       | ?              |
| Gerardo Yecerotte          | 4        | 1    | 2009    |                |
| Leonardo Zabala            | 2        | 0    | 2020    |                |
| Pedro Zabala               | 2        | 0    | 2006    | 2007           |
| Wilder Zabala              | 2        | 0    | 2009    | 2009           |
| Edward Zenteno             | 3        | 0    | 2005    |                |